# Violent Cop
Violent Cop (その男、凶暴につき) (Sono otoko, kyōbō ni tsuki) es una película japonesa de 1989 dirigida, escrita y protagonizada por Takeshi Kitano. Supone el fortuito debut cinematográfico de Kitano como director ya que originalmente fue un proyecto encargado al realizador Kinji Fukasaku. Debido a una enfermedad Fukasaku abandonó la empresa y cedió la labor de director a Kitano, a la sazón principal actor de la película. El largometraje, estrenado el 12 de agosto de 1989, supuso para Kitano el inicio de una brillante carrera como director. Obtuvo tres galardones entre los que destaca el de actor más querido por el público en los premios otorgados por la Academia Japonesa de Cine.

## Sinopsis
La historia gira en torno a la figura del detective Azuma (Takeshi Kitano), un policía solitario que no duda en hacer uso de una violencia extrema y desmesurada para conseguir reducir a los delincuentes, da igual si éstos son miembros de la mafia o una pandilla de adolescentes que ha agredido a un vagabundo. Azuma tiene una hermana (Maiko Kawakami) que padece trastornos mentales y que acaba de ser dada de alta en el hospital psiquiátrico por lo que el propio Azuma se encarga de ella.
La dura lucha contra una banda de narcotraficantes trae a Azuma dos desgracias que le marcarán: la muerte de su amigo y colega Iwaki (Sei Hiraizumi), policía corrupto que sacaba provecho de la droga requisada por la policía, y el secuestro de su hermana por los narcotraficantes. Ambos sucesos llevan a Azuma a emprender por su cuenta y riesgo, y sin ningún sentido de la ética, una lucha encarnizada contra los responsables de tales actos.

## Reparto
- Takeshi Kitano (acreditado como Beat Takeshi) - Azuma
- Maiko Kawakami - Akari
- Makoto Ashikawa - Kikuchi
- Shirō Sano - Yoshinari
- Sei Hiraizumi (acreditado como Shigeru Hiraizumi) - Iwaki
- Mikiko Otonashi - Mujer de Iwaki
- Hakuryû - Kiyohiro
- Ittoku Kishibe - Nito
- Ken Yoshizawa - Shinkai
- Hiroyuki Katsube - Jefe de policía Higuchi
- Noboru Hamada - Detective Jefe Araki
- Yuuki Kawai - Detective Honma
- Ritsuko Amano - Prometida de Honma
- Tarō Ishida - Detective Tashiro
- Katsuki Muramatsu - Comisionado adjunto Anan
- Ken'ichi Endō - Emoto
- Ei Kawakami - Hashizume
- Kiminari Matsumoto - Sakai
- Zhao Fanghao - Psiquiatra Izumi

## Producción
En su debut como director Kitano ya mostró algunos de los rasgos temáticos y técnicos que van a acompañar al realizador japonés a lo largo de toda su carrera: la violencia y las referencias a la yakuza como algunos ejes temáticos centrales de sus películas (con algunas excepciones como las películas Escena frente al mar, Dolls y, en cierta medida, Hana-bi y Zatōichi), la utilización de atractivas bandas sonoras que marcan con gran éxito el ritmo de la historia, los amplios silencios o elipsis que con frecuencia ofrecen una fuerza comunicativa mayor que los diálogos y los planos frontales.

## Recepción
La película obtiene valoraciones positivas en los portales de información cinematográfica y los críticos profesionales. En IMDb con 11.696 valoraciones de los usuarios del portal recibe una puntuación de 7,1 sobre 10. Los usuarios de FilmAffinity la califican con una nota de 6,5 sobre 10 con 3.852 votos. En Rotten Tomatoes obtiene la calificación de "fresco" para el 83% de las 6 críticas profesionales y para el 80% de las más de 5.000 puntuaciones registradas en los usuarios del portal.
Lawrence Van Gelder para The New York Times reseñó en 1999 que "dejará impactados a los fans de la acción policial realista basada en la crítica social". En su crítica de 1985 para el Chicago Reader Lisa Alspector destacó la cinta como "un magnífico ejemplo de ultraviolencia representada con cariño que manifiesta un gran respeto a las motivaciones de los personajes". Tony Rains en 2012 para la revista londinense Time Out afirma que la película es "una mezcla de cabezonería, prejuicios flagrantes, violencia y humor duro y autocrítico. Tiene un excelente ritmo".